# Martina Novotná
Martina Novotná est une ancienne joueuse tchèque de volley-ball née le 26 mai 1979 à Prague. Elle mesure 1,91 m et jouait au poste de attaquante. 

## Clubs
| Club                 | De        | À         |
| -------------------- | --------- | --------- |
| TJ Tatran Střešovice | 1989-1990 | 1999-2000 |
| PVK Olymp Prague     | 2000-2001 | 2004-2005 |
| 1. VC Wiesbaden      | 2005-2006 | 2011-2012 |
| Geraer VC            | 2012-2013 | 2012-2013 |
| VC Wiesbaden II      | 2013-2014 | 2013-2014 |

## Palmarès
- Championnat de République tchèque
  - Vainqueur : 2005.
- Coupe de République tchèque
  - Vainqueur : 2004, 2005.